# Ulica Bożego Miłosierdzia w Krakowie
Ulica Bożego Miłosierdzia w Krakowie – ulica w Krakowie, w dzielnicy I Stare Miasto, na Nowym Świecie.
Łączy ulicę Felicjanek z ulicą Smoleńsk. Jest jednojezdniowa.

## Historia
Ulica powstała pod koniec XIX wieku. Obecną nazwę Rada Miasta Krakowa nadała ulicy w 1907 roku. Otoczona jest ona z dwóch stron kościołem pod wezwaniem Bożego Miłosierdzia, istniejącego od 1646 roku. Na początku XIX wieku, nazwę ulicy Bożego Miłosierdzia nosiła dzisiejsza ulica Smoleńsk.

## Przebieg
Ulica Bożego Miłosierdzia przebiega przez teren Nowego Światu, wchodzącego w skład krakowskiej Dzielnicy I Stare Miasto na całej swojej długości.
Numeracja budynków rozpoczyna się od północnego wjazdu na ulicę. Ulica rozpoczyna swój bieg jako sięgacz, zaś kończy się przy skrzyżowaniu z ul. Felicjanek. Ulica mierzy około 50 metrów długości.

## Zabudowa
Po północnej stronie ulicy:
- ul. Bożego Miłosierdzia 1 – zabytkowy Kościół Bożego Miłosierdzia, zbudowany w 1624 roku. 5 maja 1931 roku wpisany do rejestru zabytków nieruchomych pod numerem A-73.

Po południowej stronie ulicy:
- ul. Bożego Miłosierdzia 4 – kamienica wybudowana w 1912 roku.
- ul. Bożego Miłosierdzia 6 (róg z ul. Felicjanek 4) – kamienica wybudowana w 1890 roku.

Opracowano na podstawie źródła:

## Galeria

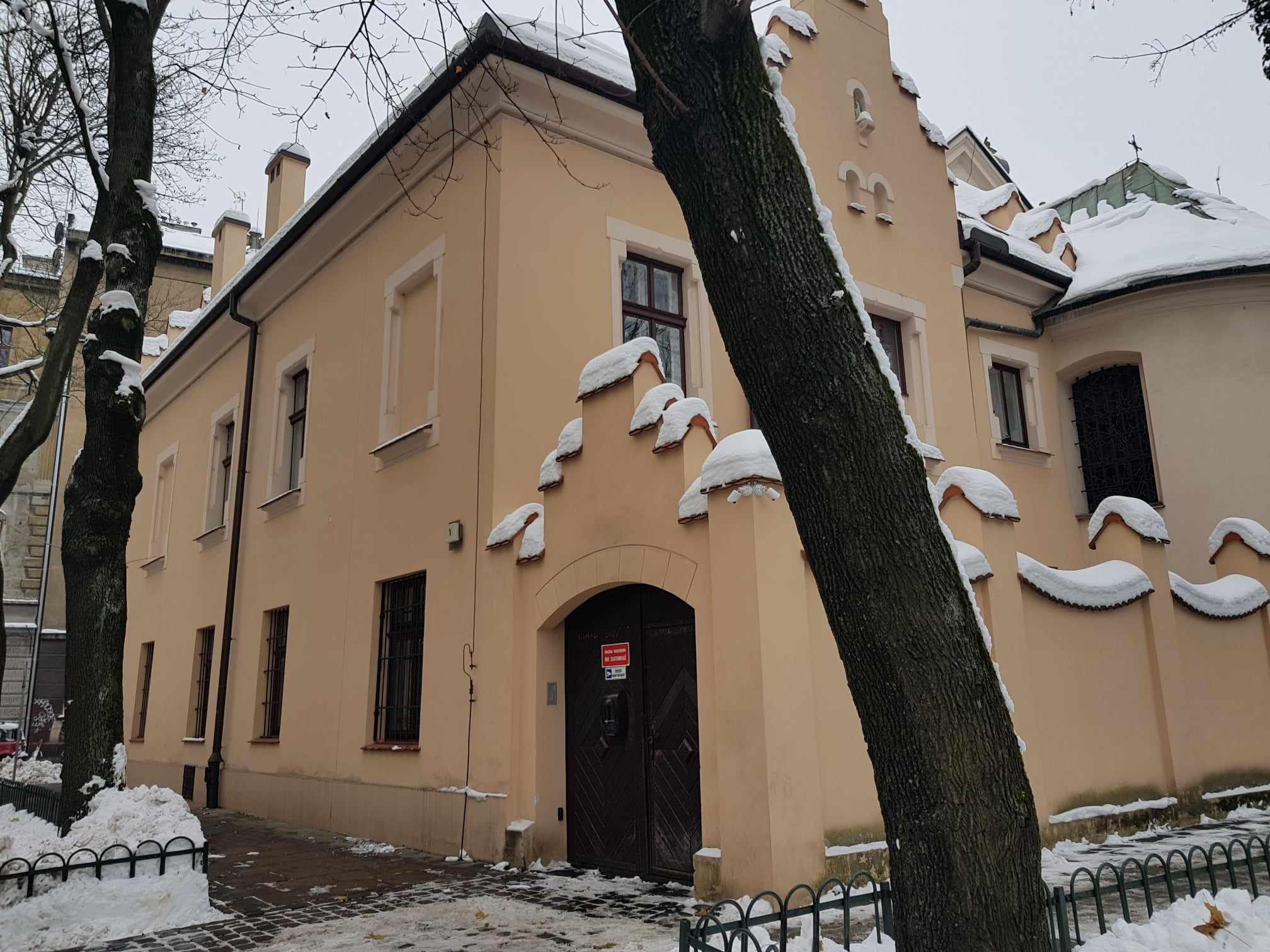
ul. Bożego Miłosierdzia 1 Kościół Bożego Miłosierdzia (1624)
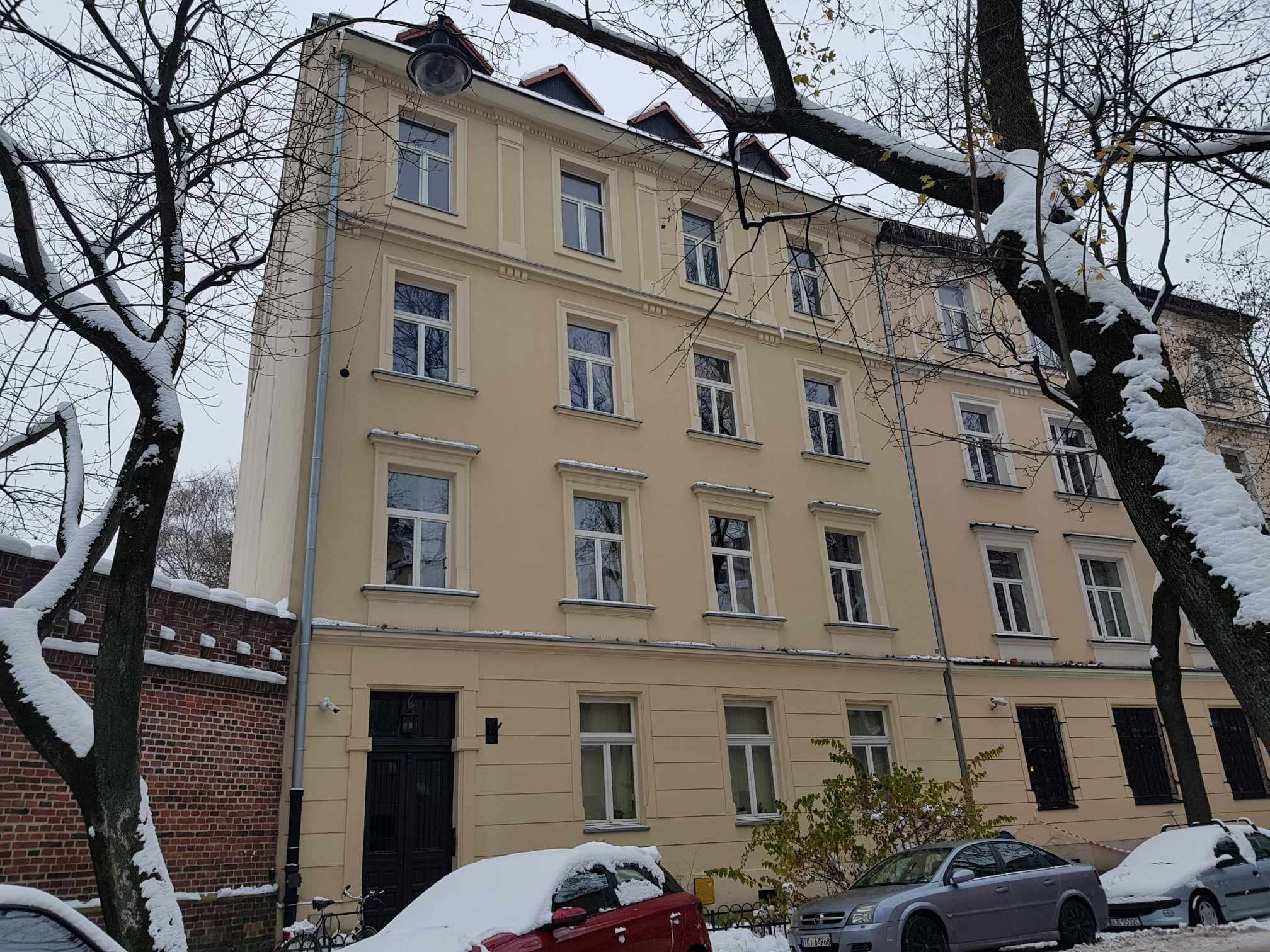
ul. Bożego Miłosierdzia 4 Kamienica (XIX w.)
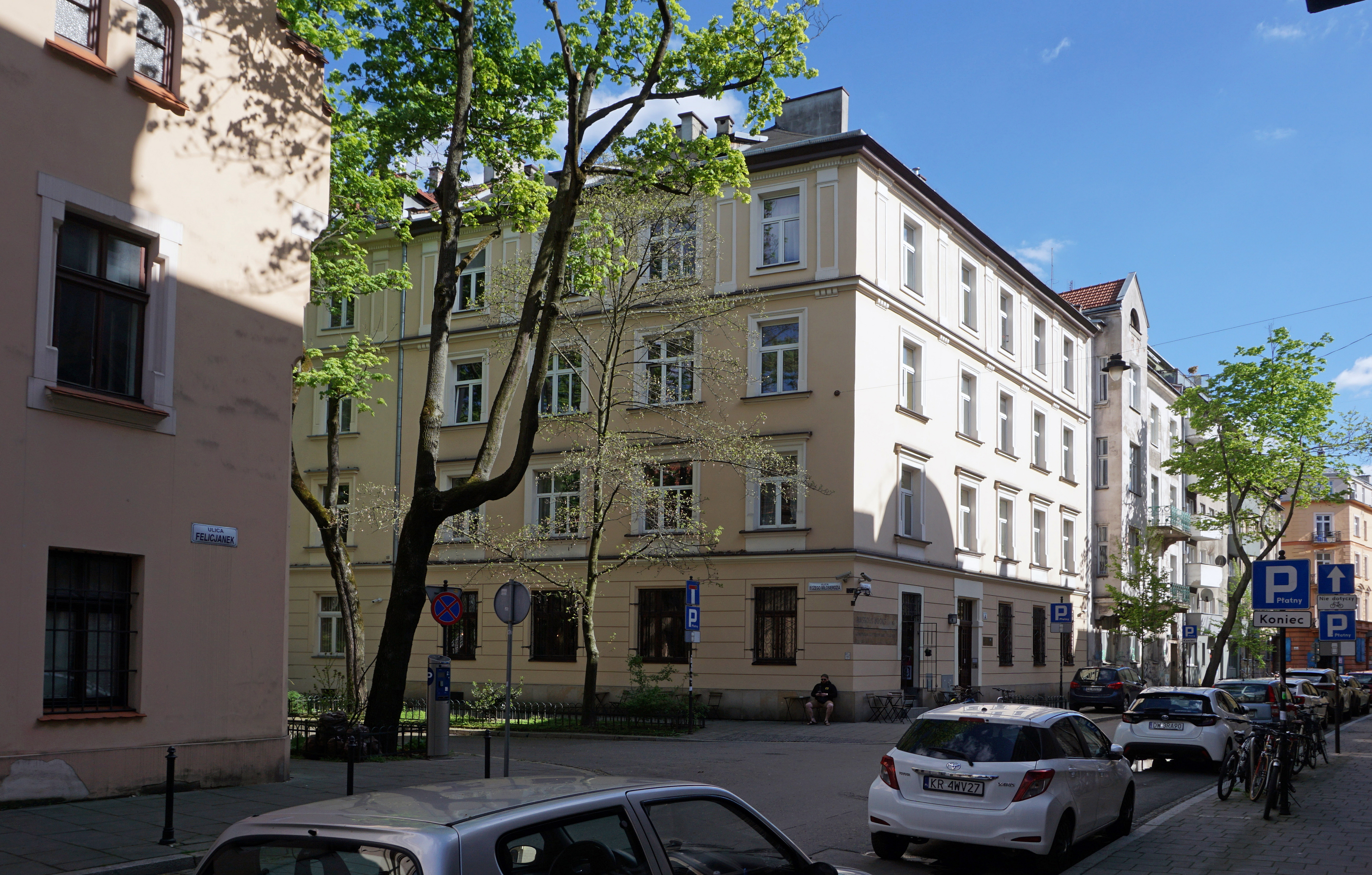
ul. Bożego Miłosierdzia 6 Kamienica (1890)